# Liste der Monuments historiques in Vulaines-lès-Provins
Die Liste der Monuments historiques in Vulaines-lès-Provins führt die Monuments historiques in der französischen Gemeinde Vulaines-lès-Provins auf.

## Liste der Bauwerke
| Bezeichnung             | Beschreibung    | Standort                      | Kennzeichnung | Schutzstatus | Datum | Bild           |
| ----------------------- | --------------- | ----------------------------- | ------------- | ------------ | ----- | -------------- |
| Borne fleurdelysée n°39 | 18. Jahrhundert | Route départemenale 19 (Lage) | PA00087332    | Classé       | 1964  | weitere Bilder |

## Liste der Objekte
Zum Verständnis siehe: Kirchenausstattung
| Bezeichnung                                      | Beschreibung                              | Standort                      | Kennzeichnung | Schutzstatus | Datum | Bild |
| ------------------------------------------------ | ----------------------------------------- | ----------------------------- | ------------- | ------------ | ----- | ---- |
| Ölgemälde Heilige Familie                        | 18. Jahrhundert                           | in der Kirche St-Léger (Lage) | PM77004612    | Inscrit      | 1986  |      |
| Skulptur Madonna mit Kind                        | Stein, polychrom gefasst, 14. Jahrhundert | in der Kirche St-Léger (Lage) | PM77001900    | Classé       | 1982  |      |
| Prozessionstange mit der Figur des heiligen Eloi | Holz, 19. Jahrhundert                     | in der Kirche St-Léger (Lage) | PM77002465    | Inscrit      | 1977  |      |